# 트위크주

트위크 주의 위치

트위크주(영어: Twic State)는 남수단 서부 바르알가잘 지방에 위치한 주로 주도는 마옌아분이며 면적은 3,957.4km2, 인구는 343,410명(2014년 기준)이다.
2015년에 실시된 행정 구역 개편에 따라 와랍 주에서 분리되어 신설되었다. 북동쪽으로는 루웽 주, 동쪽으로는 북리에치 주, 남쪽으로는 고그리알 주, 서쪽으로는 동아웨일 주, 북쪽으로는 아비에이(수단과 남수단 간의 분쟁 지역)와 접한다. 6개 군을 관할한다.